# Karl von der Planitz (Schriftsteller)
Karl Ludwig Konstantin von der Planitz (* 30. August 1845 in Dorfstadt; † 10. Dezember 1899 in Dresden) war ein sächsischer Offizier, Schriftsteller und Dialektdichter unter dem Pseudonym Mikado.

## Leben
Er entstammte dem alten vogtländischen Adelsgeschlecht Edler von der Planitz und war der Sohn des Friedrich August von der Planitz (1803–1853).
Karl von der Planitz wurde am 1. April 1865 zum Portepeejunker beim 11. Infanterie-Bataillon der sächsischen Armee unter Major von Wolfersdorff ernannt. Nachdem er mit seinem Verband am Krieg gegen Preußen teilnahm und die anschließende Niederlage des Königreich Sachsen und die Neuorganisation der Armee erlebte, wurde er als Leutnant dem neuerrichteten 8. Infanterie-Regiment „Prinz Johann Georg“ Nr. 107 zugeteilt. Am 13. Juli 1868 avancierte er zum Oberleutnant beim Infanterie-Regiment „Kronprinz“ (5. Königlich Sächsisches) Nr. 104 unter Oberst August Emil Tauscher. Er nahm mit seinem Verband am Krieg gegen Frankreich teil und wurde dem Infanterie-Regiment „König Wilhelm II. von Württemberg“ (6. Königlich Sächsisches) Nr. 105 zugeteilt. Er stieg in diesem Regiment zum Hauptmann auf und wurde am 18. Mai 1876 unter Genehmigung seines Abschiedsgesuches zur Disposition gestellt.
Er schrieb Beiträge im Kunst-Feuilleton von Ludwig Hartmann. Er litt im Dezember 1899 an Verfolgungswahn und stürzte sich um 4 Uhr am 10. Dezember des Jahres aus seiner Dresdner Wohnung am Lindenauplatz 4 und war sofort tot. Sein Leichnam wurde alsbald auf den Tolkewitzer Friedhof überführt. Mikado wurde als ein beliebter humoristisch-satirischer Dichter seiner Tage gezählt.

## Werke
- Des sächsischen Knaben Wunderhorn. Gedichte in sächsischer Mundart von Mikado. München: Braun & Schneider, 1888
- Die Mopsiade. Eine Militär-Burleske. Frei nach der Jobsiade von Mikado. Leipzig: Carl Reißner, 1888 (Digitalisat)
- Lied eines alten Journalisten an seinen Sohn. Frei nach Friedrich Leopold Graf zu Stolberg. In: Simplicissimus. 1. Jahrgang (1896), Heft 16, Seite 3
- An den Simplicissimus. In: Simplicissimus. 1. Jahrgang (1896), Heft 22, Seite 6